# Arrancy
Pour l’article homonyme, voir Arrancy-sur-Crusnes.
Arrancy est une commune française située dans le département de l'Aisne en région Hauts-de-France.

## Géographie
| Montchâlons          | Festieux     | Courtrizy-et-Fussigny |
| Ployart-et-Vaurseine | Arrancy      | Aubigny-en-Laonnois   |
|                      | Sainte-Croix |                       |

### Hydrographie
La commune est située dans le bassin Seine-Normandie. Elle est drainée par la Bièvre,.

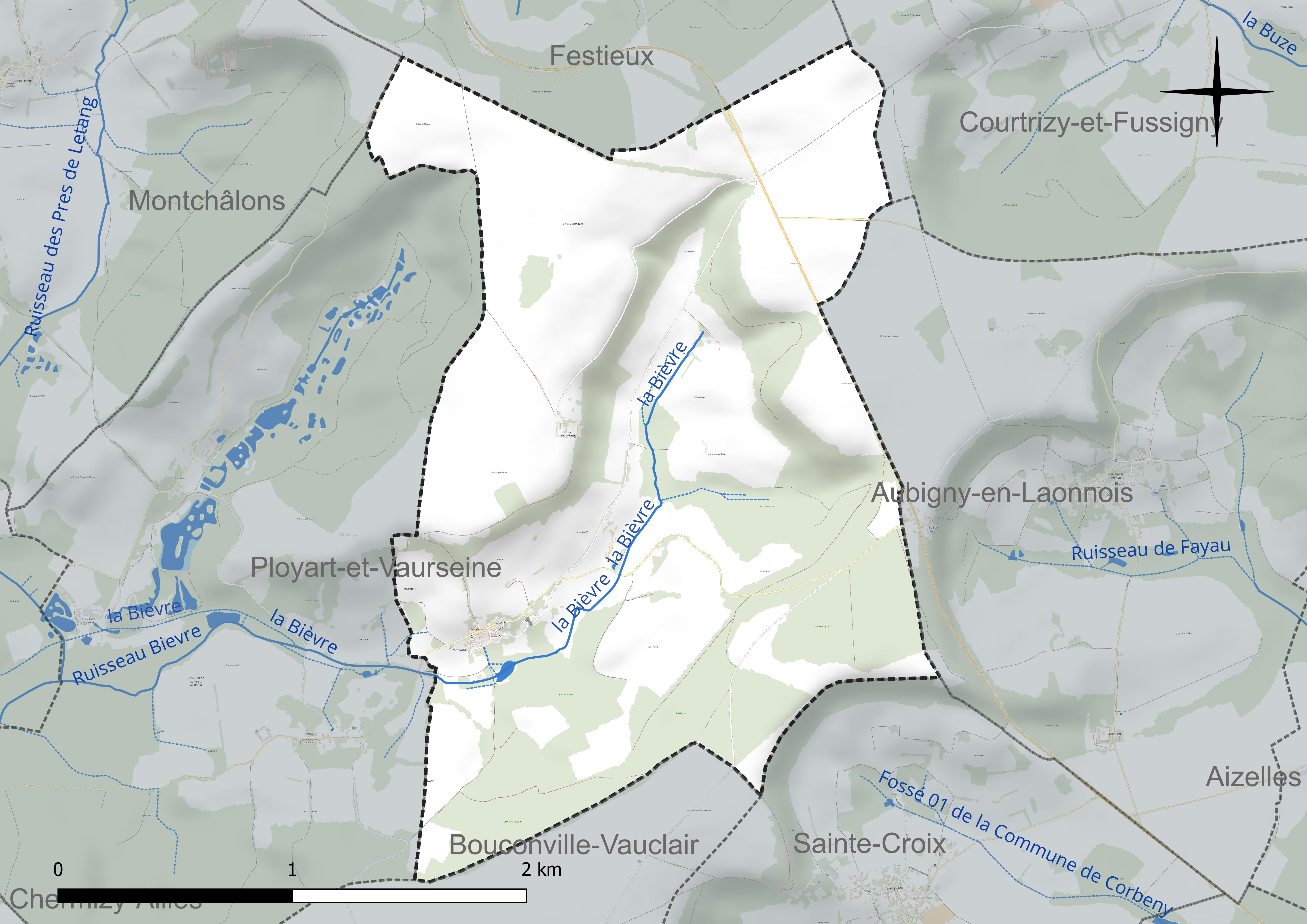
Réseau hydrographique d'Arrancy.

### Climat
Pour des articles plus généraux, voir Climat des Hauts-de-France et Climat de l'Aisne.
En 2010, le climat de la commune est de type climat océanique dégradé des plaines du Centre et du Nord, selon une étude du CNRS s'appuyant sur une série de données couvrant la période 1971-2000. En 2020, Météo-France publie une typologie des climats de la France métropolitaine dans laquelle la commune est exposée à un climat océanique altéré et est dans la région climatique Nord-est du bassin Parisien, caractérisée par un ensoleillement médiocre, une pluviométrie moyenne régulièrement répartie au cours de l'année et un hiver froid (3 °C).
Pour la période 1971-2000, la température annuelle moyenne est de 10 °C, avec  une amplitude thermique annuelle de 15,1 °C. Le cumul annuel moyen de précipitations est de 764 mm, avec 12,8 jours de précipitations en janvier et 9,1 jours en juillet. Pour la période 1991-2020 la température moyenne annuelle observée sur la station météorologique la plus proche, située sur la commune de Martigny-Courpierre à 5 km à vol d'oiseau, est de 10,7 °C et le cumul annuel moyen de précipitations est de 734,4 mm,. Pour l'avenir, les paramètres climatiques de la commune estimés pour 2050 selon différents scénarios d'émission de gaz à effet de serre sont consultables sur un site dédié publié par Météo-France en novembre 2022.

## Urbanisme

### Typologie
Au 1er janvier 2024, Arrancy est catégorisée commune rurale à habitat très dispersé, selon la nouvelle grille communale de densité à 7 niveaux définie par l'Insee en 2022.
Elle est située hors unité urbaine. Par ailleurs la commune fait partie de l'aire d'attraction de Reims, dont elle est une commune de la couronne,. Cette aire, qui regroupe 294 communes, est catégorisée dans les aires de 200 000 à moins de 700 000 habitants,.

### Occupation des sols
L'occupation des sols de la commune, telle qu'elle ressort de la base de données européenne d'occupation biophysique des sols Corine Land Cover (CLC), est marquée par l'importance des territoires agricoles (70,5 % en 2018), une proportion sensiblement équivalente à celle de 1990 (69,9 %). La répartition détaillée en 2018 est la suivante : 
terres arables (68,3 %), forêts (29,5 %), zones agricoles hétérogènes (2,2 %).
L'évolution de l'occupation des sols de la commune et de ses infrastructures peut être observée sur les différentes représentations cartographiques du territoire : la carte de Cassini (XVIIIe siècle), la carte d'état-major (1820-1866) et les cartes ou photos aériennes de l'IGN pour la période actuelle (1950 à aujourd'hui).

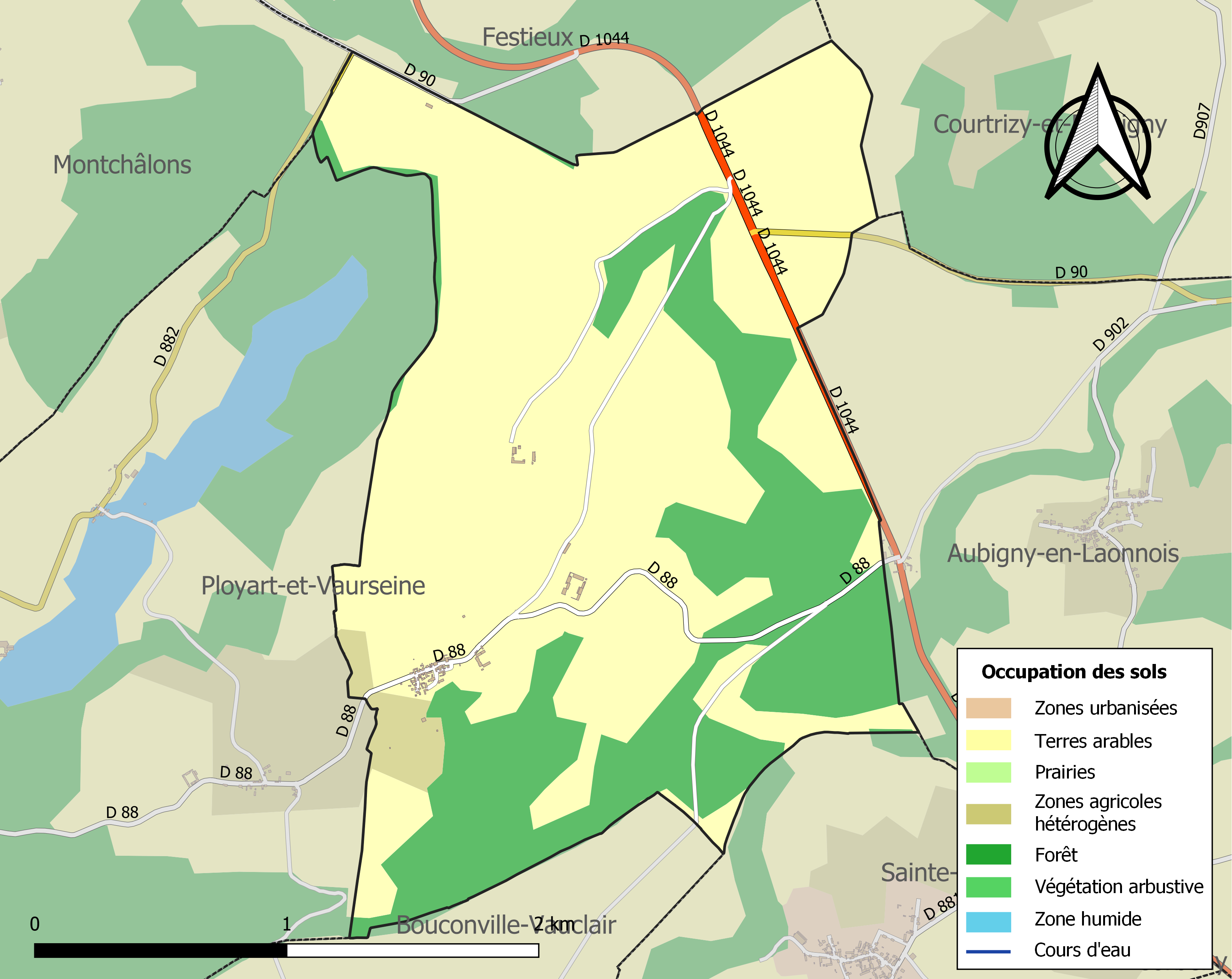
Carte des infrastructures et de l'occupation des sols de la commune en 2018 (CLC).

## Toponymie
Le nom de la localité est attesté sous les formes Arentiacus (IXe siècle) ; Altare de Arenceio (1145) ; In territorio de Arenci (1156) ; Erenci (1161) ; Herenci (1196) ; Warenci (XIIIe siècle) ; Arenciacum (1240) ; Arenceyum (1246) ; Arenchi (1256) ; Arency (1383) ; Arrensy (1560) ; Arensi ; Arancy (1709).

## Politique et administration

### Découpage territorial
La commune d'Arrancy est membre de la communauté d'agglomération du Pays de Laon, un établissement public de coopération intercommunale (EPCI) à fiscalité propre créé le 1er janvier 2014 dont le siège est à Aulnois-sous-Laon. Ce dernier est par ailleurs membre d'autres groupements intercommunaux.
Sur le plan administratif, elle est rattachée à l'arrondissement de Laon, au département de l'Aisne et à la région Hauts-de-France. Sur le plan électoral, elle dépend du  canton de Laon-2 pour l'élection des conseillers départementaux, depuis le redécoupage cantonal de 2014 entré en vigueur en 2015, et de la première circonscription de l'Aisne  pour les élections législatives, depuis le dernier découpage électoral de 2010.

### Administration municipale
Le nombre d'habitants de la commune étant inférieur à 100, le nombre de membres du conseil municipal est de 7.

### Liste des maires
| Période                                  | Période                       | Identité          | Étiquette | Qualité                                           |
| ---------------------------------------- | ----------------------------- | ----------------- | --------- | ------------------------------------------------- |
| Les données manquantes sont à compléter. |                               |                   |           |                                                   |
|                                          | 1875                          | Oger              |           |                                                   |
| 1876                                     | après 1879                    | de La Tour du Pin |           |                                                   |
| avant 1981                               | ?                             | Jean Pollet       |           |                                                   |
| mars 2001                                | En cours (au 11 juillet 2020) | Georges Harant    | LR        | Retraité agricole Réélu pour le mandat 2020-2026, |

## Démographie
L'évolution du nombre d'habitants est connue à travers les recensements de la population effectués dans la commune depuis 1793. Pour les communes de moins de 10 000 habitants, une enquête de recensement portant sur toute la population est réalisée tous les cinq ans, les populations de référence des années intermédiaires étant quant à elles estimées par interpolation ou extrapolation. Pour la commune, le premier recensement exhaustif entrant dans le cadre du nouveau dispositif a été réalisé en 2006.

En 2022, la commune comptait 45 habitants, en évolution de −15,09 % par rapport à 2016 (Aisne : −1,97 %, France hors Mayotte : +2,11 %).
| 1793 | 1800 | 1806 | 1821 | 1831 | 1836 | 1841 | 1846 | 1851 |
| ---- | ---- | ---- | ---- | ---- | ---- | ---- | ---- | ---- |
| 256  | 302  | 337  | 306  | 272  | 264  | 249  | 252  | 247  |

| 1856 | 1861 | 1866 | 1872 | 1876 | 1881 | 1886 | 1891 | 1896 |
| ---- | ---- | ---- | ---- | ---- | ---- | ---- | ---- | ---- |
| 217  | 205  | 192  | 171  | 166  | 174  | 134  | 120  | 141  |

| 1901 | 1906 | 1911 | 1921 | 1926 | 1931 | 1936 | 1946 | 1954 |
| ---- | ---- | ---- | ---- | ---- | ---- | ---- | ---- | ---- |
| 146  | 137  | 148  | 90   | 78   | 77   | 82   | 79   | 75   |

| 1962 | 1968 | 1975 | 1982 | 1990 | 1999 | 2006 | 2011 | 2016 |
| ---- | ---- | ---- | ---- | ---- | ---- | ---- | ---- | ---- |
| 58   | 66   | 56   | 53   | 42   | 50   | 48   | 53   | 53   |

| 2021 | 2022 | - | - | - | - | - | - | - |
| ---- | ---- | - | - | - | - | - | - | - |
| 47   | 45   | - | - | - | - | - | - | - |

## Culture locale et patrimoine

### Lieux et monuments
- Église Saint-Rémi d'Arrancy.
- Château d'Arrancy, inscrit partiellement au titre des monuments historiques par arrêté du 13 août 2008[25].
- Monument aux morts.

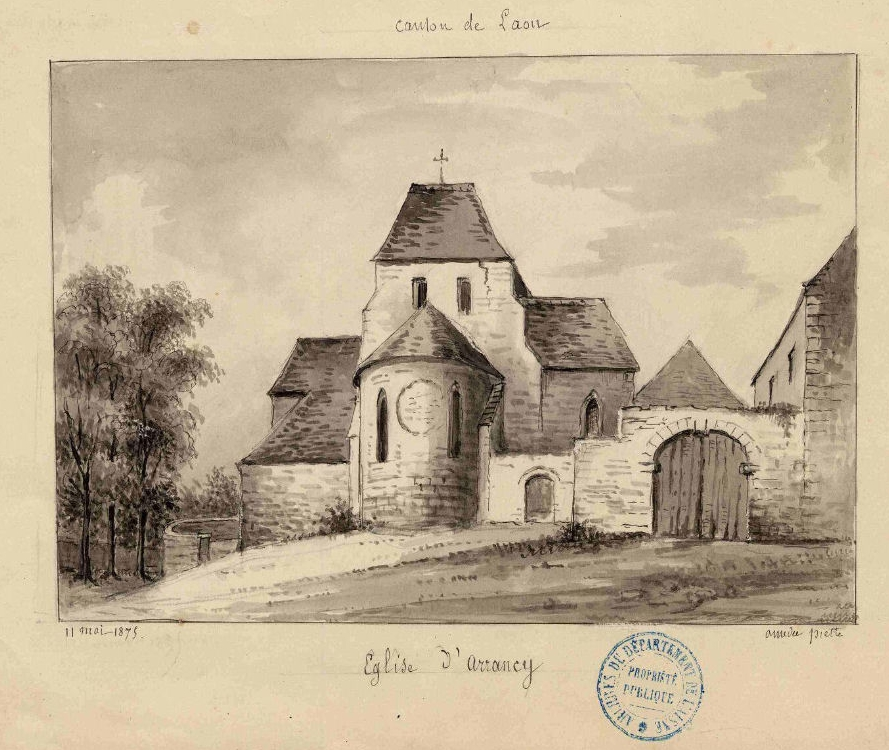
L'église en 1875 - Dessin d'Amédée Piette (1808-1883).
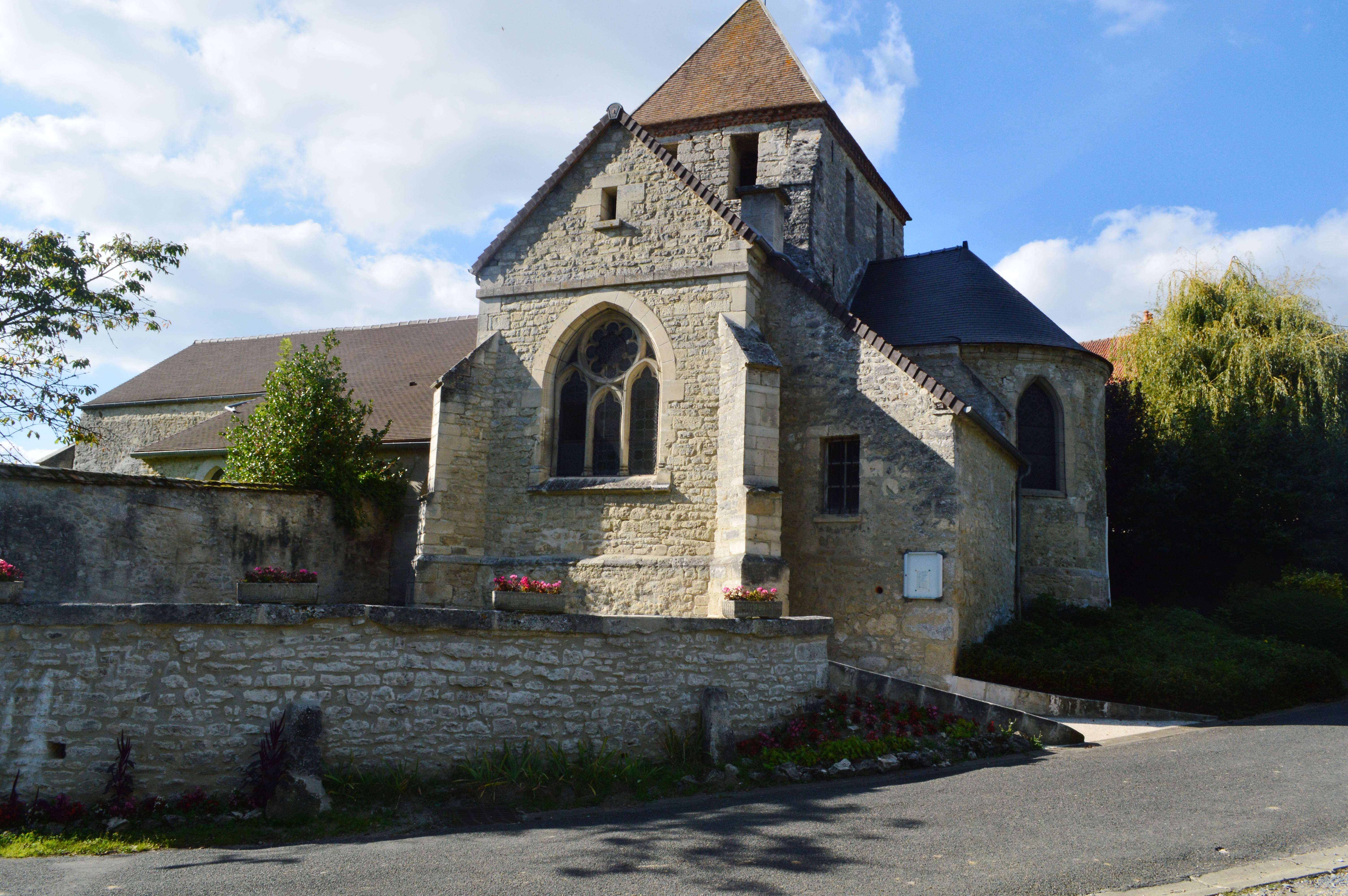
Église Saint-Rémi.
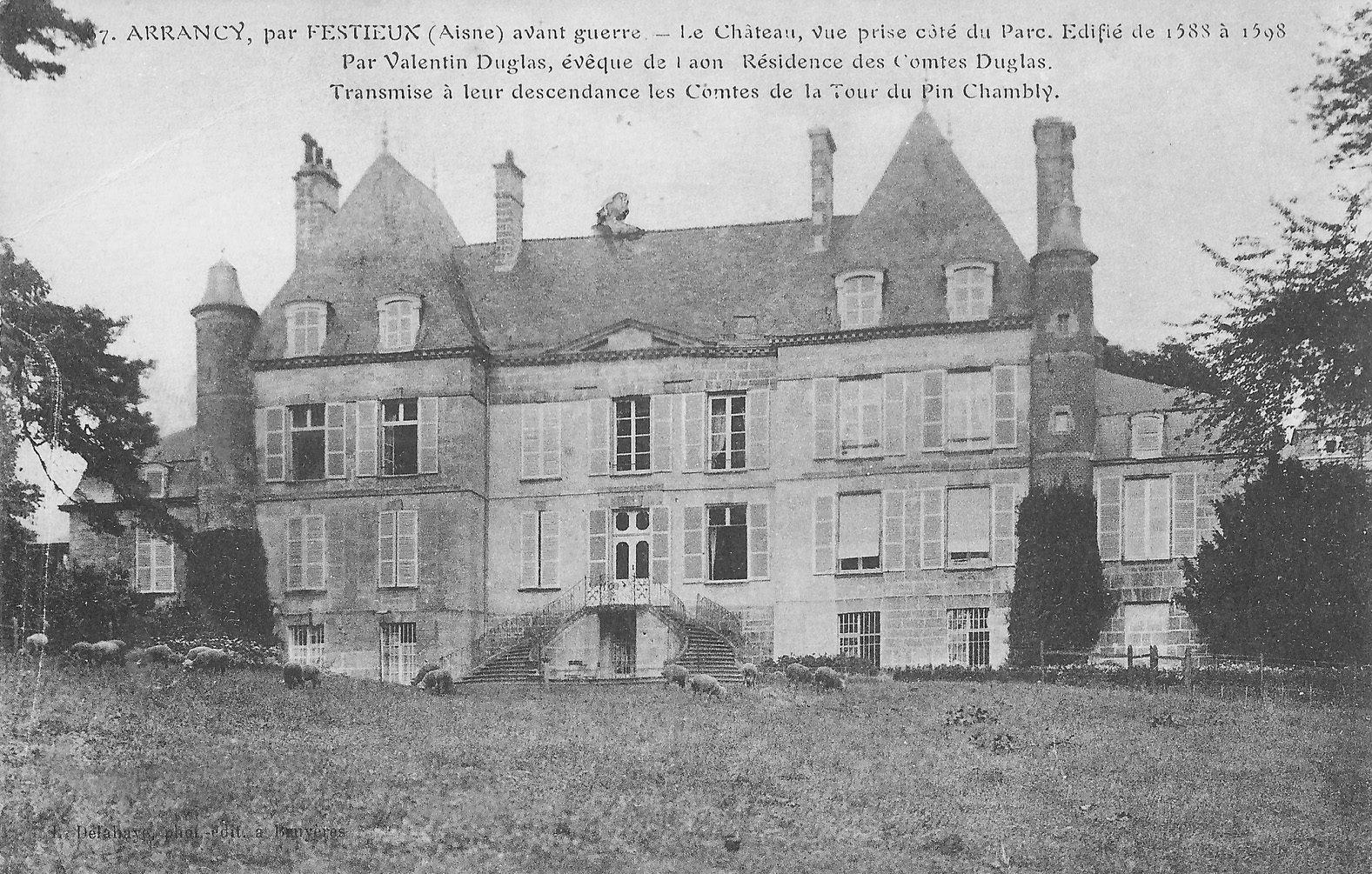
Le château d'Arrancy.
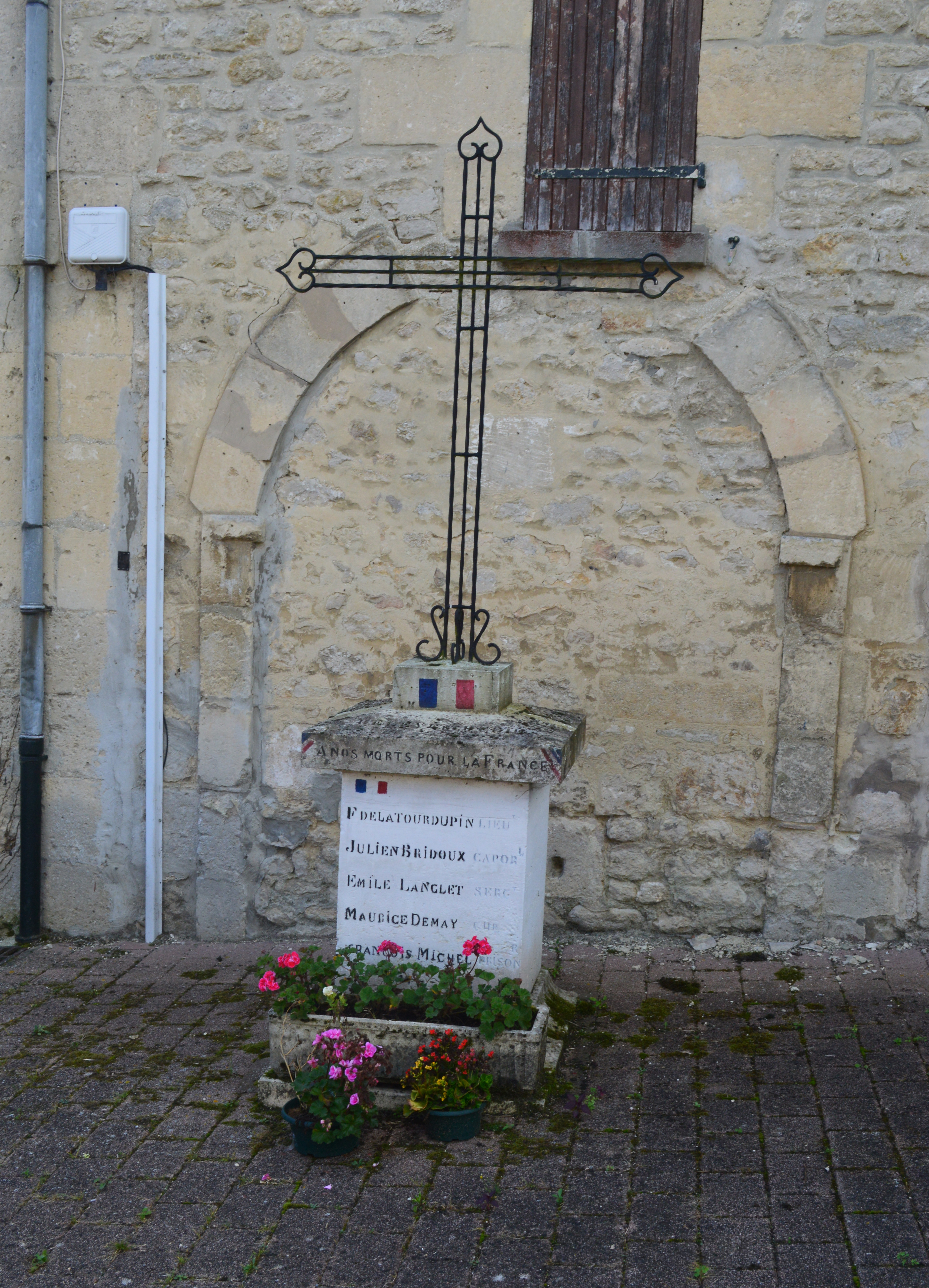
Monument aux morts.

### Personnalités liées à la commune
- Thomas-Antoine-Jean de Maussion, homme politique français, maire d'Arrancy, y est mort en 1839.
- Le lieutenant colonel René de La Tour du Pin Chambly, marquis de la Charce, est né le 1er avril 1834 à Arrancy.

## Pour approfondir